# Coccus hesperidum
Coccus hesperidum of bruine zachte schildluis is een zachte schildluis uit de familie Coccidae met een breed gastheerbereik. De soort komt over de hele wereld voor en voedt zich met veel verschillende waardplanten. In de agrarische sector wordt de soort gezien als plaag, in het bijzonder van citrusplanten en commerciële kasgewassen.

## Beschrijving
Het volwassen vrouwelijke insect is ovaal en koepelvormig, ongeveer 3 to 5 mm lang. Het insect behoudt zijn poten en antennes gedurende zijn hele leven. De cuticula is gemaakt van chitine, maar produceert niet de grote hoeveelheden was die gepantserde schubben doen. Ze heeft een bleke geelachtig bruine of groenachtig bruine kleur met bruine onregelmatige spikkels, en wordt donkerder met de leeftijd. Mannelijke bruine zachte insecten worden zelden gevonden.

## Gastheren
De bruine zachte schildluis is polyfaag, wat betekent dat hij zich voedt met veel plantensoorten. Het dier tast een grote verscheidenheid aan gewassen, sier- en kasplanten aan. In Hawaï omvatten de waardplanten citrussen, loquats, papaja's, rubberbomen en orchideeën.

## Biologie
De bruine zachte schildluis is eierlevendbarend en produceert jongen meestal door parthenogenese. In de loop van haar leven kan het vrouwtje tot 250 eieren leggen, waarvan er elke dag een paar worden gelegd. De eieren worden in het insect vastgehouden totdat ze uitkomen. Na het uitkomen worden ze een paar uur bebroed voordat ze zich verspreiden. Deze eerste-fase nimfen staan bekend als kruipers en verplaatsen zich op korte afstand van de moeder voordat ze zich nestelen en beginnen te eten. Ze hebben scherpe zuigende monddelen en voeden zich met het sap van de waardplant. Ze zijn grotendeels sedentair voor de rest van hun leven en doorlopen nog twee nimfenstadia voordat ze volwassen worden. Een generatie duurt ongeveer twee maanden en er kunnen drie tot zeven generaties per jaar zijn, afhankelijk van de temperatuur. Af en toe worden mannetjes geproduceerd. Die doorlopen vier nimfenstadia voordat ze gevleugelde volwassenen worden.
Om de nodige voedingsstoffen binnen te krijgen, nemen de schildluizen grote hoeveelheden sap op. Het overtollige suikerachtige vocht scheiden ze dan af als honingdauw. Dit is aantrekkelijk voor mieren die vaak de luizen verzorgen en roofdieren verdrijven. De luizen doden normaal gesproken de waardplant niet, maar het verlies van sap zorgt er waarschijnlijk voor dat deze langzamer groeit en minder opbrengst geeft. Het grootste nadeel voor de gastheer is, dat op de honingdauw een laag roetdauw ontstaat, die het bladoppervlak vermindert dat beschikbaar is voor fotosynthese. Voor de teler en de consument bederft roetdauw het uiterlijk van plant, bloem of vrucht.

## Bestrijding
Van oudsher wordt schildluis bestreden door het gebruik van bestrijdingsmiddelen, maar deze hebben als nadeel dat ook andere insecten, schadelijk en onschadelijk, worden gedood. Een andere benadering bij citrusplanten is om mieren uit de bomen te verwijderen, hetzij door te voorkomen dat de mieren de stammen beklimmen of door hun nesten te vernietigen. Hierdoor kunnen natuurlijke vijanden floreren en de schildluizen onder controle houden. Dit kan leiden tot een tijdelijke toename van van roetdauw op de honingdauw die de mieren niet meer verzamelen. Fungiciden kunnen worden gebruikt om te voorkomen dat de roetzwam zich vastzet. Als alternatief is het gebruik van dergelijke entomopathogene schimmels, zoals Lecanicillium lecanii, met succes in het laboratorium gebruikt. Een alternatieve benadering is geïntegreerde plaagbestrijding waarbij de natuurlijke vijanden van de schildluis worden gestimuleerd. Een andere mogelijkheid is het gebruik van groeiregulatoren zoals het hormoon hydropreen dat de rui van juveniele schildluizen verstoort.